# Mario Benetton
Mario Benetton (ur. 1 stycznia 1974 w Padwie) – włoski kolarz torowy i szosowy, dwukrotny medalista torowych mistrzostw świata.

## Kariera
Pierwszy sukces w karierze Mario Benetton osiągnął 1997 roku, kiedy wspólnie z Adlerem Capellim, Andreą Collinellim i Cristiano Cittonem zdobył złoty medal w drużynowym wyścigu na dochodzenie. W tym samym składzie drużyna włoska wywalczyła brązowy medal w tej konkurencji podczas mistrzostw świata w Bordeaux w 1998 roku oraz wygrała zawody Pucharu Świata we francuskim Hyères. Mario brał również udział w igrzyskach olimpijskich w Sydney w 2000 roku, ale włoska drużyna zajęła tam dopiero jedenaste miejsce.